# Karl Ytterberg
Karl "Spelledaren" Ytterberg, född 9 augusti 1981 i Västra Frölunda församling i Göteborg, är en svensk skådespelare, programledare och lajvare. 
Ytterberg har läst musikdramatisk linje på Wendelsbergs folkhögskola och har även arbetat som lärarvikarie, teaterlärare, trubadur och på fabrik. Han utövar kung-fu (sanshou) på nationell nivå och tog silver i SM 2000 och 2001.
Han intresserar sig för improvisationsteater. Lajv började han med i fjortonårsåldern, utanför Göteborg.
Ytterberg spelade Jon i Arn – Tempelriddaren, där han även var stuntman. Han var programledare och spelledare i SVT:s barnprogramserie Barda, som Karl Spelledaren. Han har även haft mindre roller som i Lisa Ohlins film Sex, hopp & kärlek.
År 2009 utsågs Karl Ytterberg tillsammans med Barda-producenten Jan Persson till Årets spelare av Sverok med motiveringen: ”För sitt framgångsrika arbete med SVT-programmet Barda som fört ut rollspel och lajv till en ung publik.”

## Filmografi
- 2005 – Sex, hopp & kärlek
- 2007 – Arn – Tempelriddaren
- 2007–2013 – Barda (TV-serie)
- 2020 – Hamilton (TV-serie)
- 2022 – Maskineriet (TV-serie)